# David Rösch (Radsportler)
David Rösch (* 5. Dezember 1988) ist ein ehemaliger deutscher Straßenradrennfahrer.
David Rösch wurde 2008 Etappenzweiter bei einem Teilstück der Tour de la Province de Luxembourg. Ende dieser Saison fuhr er für das Team Ista als Stagiaire. 2009 erhielt er einen Vertrag beim Schweizer Radsportteam Atlas-Romer’s Hausbäckerei. In seinem ersten Jahr dort wurde er Gesamtzehnter bei der Thüringen-Rundfahrt und bei der Tour du Gévaudan Languedoc-Roussillon konnte er die Gesamtwertung für sich entscheiden. In den Folgejahren gelangen ihm Etappensiege bei der Thüringen-Rundfahrt und der Tour des Pays de Savoie.
Der Bergspezialist beendete seine Radsportkarriere mit Ablauf der Saison 2012, um sich auf sein Studium der Forst- und Umweltwissenschaft sowie auf soziale Projekte konzentrieren.

## Erfolge
2009
- Gesamtwertung Tour du Gévaudan Languedoc-Roussillon

2010
- eine Etappe Thüringen-Rundfahrt

2011
- eine Etappe Thüringen-Rundfahrt

2012
- eine Etappe Tour des Pays de Savoie

## Teams
- 2008 Team Ista (Stagiaire)
- 2009 Atlas-Romer’s Hausbäckerei
- 2010 Atlas Personal
- 2011 Atlas Personal
- 2012 Atlas Personal-Jakroo